# Contender
Contender är en enmansjolle oftast byggd i trä konstruerad av Ben Lexcen (född den 19 mars 1936 och död 1 maj 1988). Ben Lexen var en Australiensk seglare och båtkonstruktör.
VM arrangerades i Kingston, Kanada 2008 och VM 2009 går i Danmark.